# Alice Svensson
Alice Cecilia Linh Svensson (født 1991) er en svensk skuespillerinde og sanger.